# Старое Чаплино
Старое Чаплино (Чаплино; Уназик; эским. Уӈазиӄ, чук. Уӈиин) — упразднённое село в Провиденском районе Чукотского автономного округа России. На месте урочища находится пограничная застава, являющаяся одной из крайних точек в непосредственной близости от линии перемены дат.

## Топоним
Название населённого пункта «Уӈазиӄ» происходит от эскимосского уӈаӄ «ус» + -зиӄ/-сиӄ — суффикс орудийности.
Чукотское название «Уӈиин» предположительно происходит от чукотской основы уӈии-/оӈээ- «дрова», «растопка», так как на одноимённый мыс Уӈазиӄ прибоем выбрасывало много плавника, за которым ездили на собаках и байдарках из близлежащих береговых посёлков эскимосы и чукчи.
Изначальное русское название населённого пункта — Чаплино, только после переселения его населения в 1957 году в другое место (в бухту Ткачен в Провиденском районе Чукотки) его стали называть Старое Чаплино, а место, куда перебазировали жителей — Новое Чаплино.

## География
Располагалась у мыса Чаплина (между бухтой Ткачен и Сенявинским проливом) на восточном побережье Чукотского полуострова, омываемый Беринговым морем

## История
Поселение также называлось Уӈазиӄ, и на своем пике в XIX веке в нём проживало более 500 человек. Жители деревни занимались охотой на моржей и китов (включая гренландских китов).
В 1922 году несколько эскимосских семей из-за голода мигрировало из Уназика западнее, где основало село Уэлькаль.  
В 1930-е годы в этом селе был организован одни из первых на Чукотке колхозов — «Новая жизнь», руководителем которого являлся известный эскимос-коммунист Матлю.
В 1958—59 годах поселение закрыли и население переселили в бухту Ткачен в село Новое Чаплино и другие сёла.

## Известные уроженцы
- Юрий Михайлович Анко (1930—1960) — первый эскимосский поэт.